# Kengo Sugiura
Pour les articles homonymes, voir Sugiura (homonymie).
Shihan Kengo Sugiura (8e dan) de karaté wado-ryu, était le président de la All Japan Karate Federation Wado Kai. Il est décédé en 2006.

## Sources
- (ja) Cet article est partiellement ou en totalité issu de l’article de Wikipédia en japonais intitulé « 杉浦健五 » (voir la liste des auteurs).